# Sécrétion vaginale
« Cyprine (sécrétion) » redirige ici. Pour les autres significations, voir Cyprine.
 Mise en garde médicale
Les sécrétions vaginales sont, pour cet article, l'ensemble des sécrétions produites par la partie inférieure de l'appareil génital féminin (et femelle de manière générale), quelle qu'en soit l'origine : glandulaire, vaginale ou cervicale. Dans la vie courante, le terme s'applique habituellement aux sécrétions vaginales et cervicales. Ces sécrétions varient en fonction du cycle menstruel comme par exemple l'augmentation des sécrétions vaginales par l'écoulement de la glaire cervicale en période préovulatoire. Les sécrétions glandulaires ne se manifestent qu'au cours du rapport sexuel et dans des situations d'excitation sexuelle importante.
Ces sécrétions ont quatre fonctions : l'auto-nettoyage du vagin, l'immunisation contre les agents externes, la lubrification et la facilitation de la reproduction.
Ces sécrétions, notamment celles sécrétées lorsque la femme est en état d'excitation sexuelle physiologique (issues des glandes vestibulaires ou de la paroi vaginale), peuvent être désignées par le terme « cyprine », formé à partir du surnom latin Cypris (déesse Aphrodite).

## Types de sécrétions vaginales
Trois principaux types de sécrétions sont distingués . 

### Sécrétions des glandes vestibulaires
Les sécrétions lubrifiantes émises par les glandes vestibulaires majeures (ou glandes de Bartholin) ne sont pas, à strictement parler, des sécrétions vaginales car ces glandes sont situées dans le vestibule et avant l'hymen qui sépare la vulve du vagin : ces sécrétions sont émises sous l'effet de l'excitation sexuelle et sont un mucus et lubrifiant anatomique. Ce mucus facilite les pratiques sexuelles par pénétration vaginale. Après un accouchement, la chute du taux d'œstrogènes et/ou des déchirures de vaisseaux sanguins alimentant le vagin peuvent entraîner une moindre capacité d'excitation sexuelle et de congestion vasculaire vaginale « ce qui altère les réactions physiologiques à la stimulation sexuelle ainsi que la lubrification vaginale ». L'augmentation du taux de prolactine durant l'allaitement peut aussi diminuer la lubrification vaginale.
Une sécheresse vaginale (c'est-à-dire le manque ou l'absence de lubrification vaginale) peut causer une dyspareunie voire un vaginisme, ainsi qu'« une augmentation du pH du vagin. Le vagin devient alors plus susceptible d'infections ».
Lors de l'éjaculation féminine, certaines femmes peuvent expulser une très grande quantité d'un fluide incolore, inodore et insipide avant et/ou au cours d'un orgasme dont l'apparence est identique à celle de l'eau. Ces sécrétions sont produites par les glandes vestibulaires mineures (glandes para-urétrales ou glandes de Skène) situées de part et d'autre de l'urètre, et par de l'urine issue de la vessie. Ce phénomène peut survenir plusieurs fois au cours d'un rapport sexuel et est d'ailleurs parfois ressenti par la femme comme une perte d'urine. D'après Sandra Saint-Aimé, Sexologue-Clinicienne, Présidente du Syndicat National des Sexologues-Cliniciens, il ne s'agit pas d'une expérience commune à toutes les femmes : certaines femmes le vivent et d'autres pas et ce n'est en aucun cas une anomalie. Ce phénomène éjaculatoire est parfois appelé familièrement "femme fontaine".

### Sécrétions vaginales
Il existe une sécrétion vaginale permanente, produite par les lactobacilles protégeant le vagin contre les infections. Il en existe aussi une intermittente, sécrétée par l'intermédiaire de l'épithélium vaginal : celui-ci ne contient pas lui-même de glandes sécrétoires, mais quand l'excitation sexuelle est importante, les vaisseaux sanguins de la muqueuse vaginale gonflent et libèrent un liquide transsudat qui « percole » (transsudation) au travers de la muqueuse à partir du système veineux et se mélange aux autres sécrétions vaginales.

### Glaire cervicale
La glaire cervicale est émise par des glandes situées dans le fond du vagin, au niveau du col de l'utérus, dites glandes endocervicales. Elles sécrètent continuellement (un peu comme la salive dans la bouche ou les larmes dans les yeux) une petite quantité d'un liquide légèrement mucilagineux (visqueux) qui s'écoule le long de la paroi du vagin. Ce liquide entraîne avec lui d'éventuels germes (bactéries, champignons) et surtout un grand nombre de cellules mortes issues du renouvellement de la muqueuse vaginale. Il entraîne aussi les résidus de menstruations (règles). La glaire cervicale empêche aussi la progression des spermatozoïdes en dehors des périodes propices à la fécondation. En période d'ovulation, la glaire cervicale se fait plus liquide et plus abondante pour laisser plus facilement les spermatozoïdes remonter les voies génitales de la femme et optimiser leurs chances de rencontrer l'ovule.

## Composition
Les sécrétions vaginales contiennent de l'eau, de la pyridine, du squalène, de l'urée, de l'acide acétique, de l'acide lactique, des aldéhydes, des cétones, des complexes d'alcools et de glycols, ainsi qu'une abondante flore bactérienne. 
Le fluide est généralement clair et ressemble plus au liquide pré-éjaculatoire masculin qu'au sperme. Il peut présenter une grande variété de textures, goûts, couleurs et odeurs, suivant l'état d'excitation sexuelle, la phase du cycle menstruel, la présence d'infections, la consommation de drogues, l'alimentation et des facteurs génétiques.
Les sécrétions vaginales sont acides avec un pH normal compris entre 3,8 et 4,5,.

## Fonctions
Ces sécrétions ont plusieurs fonctions et origines qui interagissent de manière complexe.
Elles évoluent (qualitativement et quantitativement) dans le temps selon le cycle de l'ovulation, ainsi que de l'adolescence à la période post-ménopause ou selon certaines circonstances (grossesse).

### Épuration
Les sécrétions vaginales forment un flux relativement constant. Ce flux emporte hors du corps les déchets métaboliques de la microflore vaginale (métabolites, métabolites secondaires…), les matières détritiques issues du renouvellement des parois utérines (les règles) ou issues des muqueuses du col ou du vagin (élimination des cellules mortes) ; ce sont elles aussi qui contribuent à éliminer les restes d'éjaculat (sperme).

### Lutte contre l'infection
La lutte contre l'infection dépend essentiellement de la flore vaginale qui produit du peroxyde d'hydrogène, de l'acide D-lactique et/ou de l'acide L-lactique et de très nombreux peptides antimicrobiens.
Parmi les constituants volatils des sécrétions vaginales humaines (qui évoluent au cours du cycle de l'ovulation, et qui modulent l'odeur de ces sécrétions), on trouve toujours de l'acide lactique (c'est le composé acide majeur, et constant, accompagné en moindre quantité d'acide acétique. S'y ajoutent parfois des acides aliphatiques C3-C5 et de nombreuses molécules qui sont des déchets métaboliques de la microflore et de son hôte

#### Les anticorps
Cette fonction immunitaire semble plutôt liée aux sécrétions de la région du col de l'utérus ou région  cervicale ; les sécrétions directement issues de la paroi vaginale semblent peu appropriées à la production d'anticorps).
Les immunoglobulines IgC et IgA varient au cours du cycle d'ovulation. Par exemple, le taux d'IgG augmente après la menstruation, et diminue en phase ovulatoire et est relativement faible durant presque toute la phase lutéale. À certains moments les taux d'IgG ou d'IgA sont identiques dans la glaire cervicale et dans les sécrétions vaginales, à d'autres moments, ils diffèrent , et le taux d'anticorps varie en fonction de l'existence de la vaccination contre le papillomavirus…). Il n'y a pas de lien direct entre le volume de fluide vaginal et la concentration en IgG. Les IgA sont bien moins présents que les IgG dans les fluides vaginaux (à tous les moments du cycle) et ils sont au plus bas au milieu de la phase lutéale.

### Lubrification
Les sécrétions vaginales, quand elles ont une consistance mucilagineuse adéquate, favorisent la pénétration et les mouvements du pénis ou de l'objet pénétrant dans le vagin et facilitent le plaisir sexuel.

### Reproduction
De la ménarche à la ménopause, la composition (en glycogène, par exemple,,  chez la femme comme chez les autres mammifères femelles), la consistance et le volume de fluide sécrété par le col, le vagin et la région vulvaire varient selon les moments du cycle (et selon le degré d'excitation sexuelle). La lubrification vaginale existe à tout moment du cycle en cas d'excitation, notamment en plus du flux menstruel. Ces variations facilitent la remontée des spermatozoïdes vers l'utérus et les trompes au moment de l'ovulation, mais non le reste du temps.
Chez un certain nombre d'espèces (ceci est encore discuté chez l'être humain notamment concernant la fonctionnalité de l'organe voméronasal ou de manière plus générale, mais bien démontrée,, chez certains primates non humains), l'odeur de ces fluides a aussi une valeur de « chémosignal » (voir ci-dessous).

### Fonction phéromonale
La fonction phéromonale est reconnue chez de nombreux mammifères chez lesquels elle joue un rôle plus ou moins important selon l'espèce considérée. Mais, comme plus généralement le rôle ou l'importance des phéromones, elle est encore discutée chez l'être humain.
Cette fonction a été très étudiée, notamment dans les années 1970, chez certains animaux de laboratoire.

#### Chez l'animal
Chez la souris, c'est l'urine de la femelle qui semble surtout porter le message sexuel phéromonal, chez le macaque Macaca arctoides (espèce qui ne présente pas de « gonflements sexuels » visuellement attractifs pour les mâles en phases folliculaire et périovulatoires du cycle menstruel, comme c'est le cas chez les femelles d'autres macaques). Un mâle anesthésié exposé à l'odeur de sécrétions folliculaires produites en période ovulatoire ou juste après l'ovulation présente une montée rapide du taux plasmatiques de testostérone (maintenu jusqu'à 120 min après l'exposition), cet effet n'étant pas obtenu en l'exposant à l'odeur de règles ou des sources d'odeurs salines.
Chez le hamster, les pertes vaginales émises par les femelles au moment de l’œstrus jouent un même rôle : les mâles expérimentés, tout comme les mâles « sexuellement naïfs » de hamster se montrent fortement attirés par l'odeur de sécrétions vaginales produites au moment de l'œstrus par la femelle, alors qu'ils ne le sont pas par l'odeur d'urine. Lors de la parade nuptiale puis de l'accouplement normal de hamsters, le mâle renifle activement les pertes vaginales de la femelle, et les lèche. Ces mâles passent beaucoup de temps à renifler l'odeur et cherchent à lécher la dite sécrétion ; ils lèchent une bouteille contenant la sécrétion si celle-ci leur est inaccessible, mais ils ne cherchent pas à monter la bouteille alors qu'ils affichent une activité sexuelle envers un hamster mâle anesthésié parfumé avec des sécrétions vaginales. De même des mâles actifs tentent de copuler avec d'autres mâles parfumés de sécrétions vaginales, et ils se montrent moins agressifs envers d'autres mâles actifs si ces derniers sont « parfumés » avec des sécrétions vaginales. Enfin, les neuroendocrinologues observent la même réponse biochimique (augmentation du taux de testostérone plasmatique) chez le hamster mâle quand une femelle en œstrus est introduite dans sa cage, que quand on y introduit seulement des pertes vaginales provenant de cette femelle.
Dans les pertes vaginales de la femelle du hamster, on a identifié le disulfure de diméthyle. Isolé, il se montre capable d'attirer les mâles vers les femelles mais non d'induire un simulacre de copulation avec un autre mâle parfumé de ce disulfure de diméthyle. À lui seul, ce disulfure se montre moins efficace comme phéromone que le mucus vaginal naturel de la femelle. La castration du hamster mâle réduit significativement son attirance pour cette odeur sexuelle, et inversement, un traitement par le propionate de testostérone la restaure partiellement. Il est démontré que c'est l'organe voméronasal du hamster qui capte les odeurs des sécrétions femelles et non son système olfactif.
Pour le chien mâle, les sécrétions vaginales jouent en partie ce rôle (attracteur ou non, selon la période du cycle ovarien), mais il est partagé avec les odeurs d'urine de la femelle et les sécrétions odorantes des glandes anales de la femelle.

#### Chez l'humain
L'odeur (normale ou anormale) des sécrétions vaginales humaines pourrait également jouer un rôle dans la « réponse sexuelle » des partenaires, et inversement (à partir des hormones émises par certaines glandes spécialisées des aisselles masculines. Il pourrait aussi exister une fonction de « messager chimique » entre femmes et au sein d'une communauté dans les phénomènes de synchronisation depuis longtemps évoqués au sein de communauté de femmes (ex. : au sein d'un même dortoir de couvents) ou de femmes ayant une relative proximité physique (ex. : au sein d'un même dortoir de pensionnats féminins), en lien avec les phéromones qu'elles contiennent.
En raison d'études aux résultats contradictoires et de nombreux biais possibles, l'importance, voire l'existence de cette synchronisation au sein de l'espèce humaine reste discutée, et pourraient en outre être « perturbée » ou « masquée » par les comportements récents d'hygiène intime (cf. déodorant, parfums, serviettes hygiéniques parfumées…) ou par les pratiques socialement normatives d'origine sociale et/ou religieuse, consistant à s'épiler les aisselles, et plus récemment la zone anopubienne, pratiques qui se sont peu à peu diffusées à partir des années 1970. Stern & McClintock (1998) ont de plus montré que des composés émis par des glandes exocrines associés aux poils d'aisselles féminines intervenaient aussi, en étant capable d'influencer les dates de cycles menstruels d'autres femmes, d'une manière opposée, selon le moment où ces « odeurs » étaient produites.
La teneur des sécrétions féminines en certaines substances volatiles pour partie émises par les métabolites acides du milieu vaginal évolue également au cours du cycle, en relation avec l'ovulation, mais on mesure mal son importance en ce qui concerne l'attractivité sexuelle pour le ou la partenaire.
L'odeur semble pouvoir jouer un rôle (tantôt positif, tantôt négatif) dans les mécanismes de l'attractivité sexuelle, de l'excitation sexuelle et des relations sexuelles.
L'ovulation est accompagnée d'une modification de la température corporelle humaine.
Tout ou partie de ces quatre fonctions contribuent à faciliter les rapports sexuels et à évacuer les cellules mortes qui se forment naturellement à partir de toutes les muqueuses.
Certaines molécules présentes dans les sécrétions vaginales pourraient aussi indirectement jouer un rôle en matière de fidélité dans le couple via l'ocytocine ou dans l'attachement de la mère au bébé.
Rem. : une odeur forte et anormale (principalement due à l'émission dans l'air de triméthylamine, dont l'odeur évoque celle de poisson ou de crevette non frais, associé à un pH élevé (supérieur ou égal à 4,7) indique généralement une infection polymicrobienne (vaginose, due à des bactéries (ex. : Haemophilus vaginalis) et/ou à un champignon) (Un test est l'apparition d'une odeur d'amine quand les sécrétions vaginales sont mélangées avec de l'hydroxyde de potassium à 10 %). Les vaginoses bactériennes sont la manifestation d'un déséquilibre de l'écosystème vaginal : recul de la flore normalement dominante des Lactobacillus au profit d'une flore mixte "anormale" et produisant de la sialidase (enzyme). Les vaginoses sont la première cause de pertes vaginales anormales chez les femmes adultes. Elles doivent être soignées, car potentiellement sources de maladie inflammatoire pelvienne et/ou de MST.

## Variations physiologiques

### Cycle menstruel
La couleur, l'épaisseur et l'odeur des fluides vaginaux évoluent selon le moment du cycle menstruel et le degré d'excitation sexuelle (plus ou moins selon les femmes, selon leur âge).
L'odorat humain perçoit le changement dans l'odeur de sécrétions vaginales (douceur, intensité ou caractère désagréable, expérimentalement estimés par la méthode d'estimation des grandeurs) au cours des phases successives du cycle menstruel et ovulatoire ; en moyenne, les sécrétions des phases pré-ovulatoires et ovulatoire sont perçues comme légèrement moins odorantes et comme moins désagréable que l'odeur des sécrétions menstruelles, et lutéale précoce ou de la fin des phases lutéales. Cependant, des biais dus à des facteurs culturels sont possibles, et lors de cette étude, des variations considérables ont été observés au cours de cycles différents d'une même donneuse, et selon les différentes donneuses de sécrétions. Dans ce cas, l'étude n'a pas validé l'idée que ces odeurs sont particulièrement attrayantes pour les êtres humains, en tous cas dans un test in vitro en situation.
Au moment de l'ovulation le mucus cervical (produit par les glandes proches du col) se font plus liquides, ce qui favorise et accélère la remontée des spermatozoïdes vers les trompes et l'ovaire, mais les pertes vaginales deviennent plus épaisses et visqueuses.
Une modification du pH vaginal induit une modification de la quantité de sécrétions produite (et souvent de leur odeur). Un pH trop basique traduit souvent une infection (vaginose).
La grossesse ou l'allaitement peuvent aussi, sous l'effet de poussées hormonales, augmenter la quantité de sécrétions produites par le vagin, et modifier les messages phéromonaux émises par la femme. L'allaitement rétrocontrôle le cycle menstruel en l'inhibant.

### Grossesse et accouchement
La perte des eaux « nettoie » le vagin d'une partie de ses sécrétions.
On cherche depuis longtemps à prédire la naissance prématurée, ou plus exactement le risque de « rupture prématurée des membranes » (RPM) par un marqueur biologique (exemple : IGFBP-1, car très abondant dans le liquide amniotique,,) facile à mesurer ou tout moyen efficace de diagnostic non-invasif, pourrait diminuer la mortalité qui lui est associée (l'accouchement prématuré est la 1re « cause » de mortalité néonatale aux États-Unis). On a donc cherché et évalué des marqueurs biologiques de grossesses à risque de prématurité.
Au second ou troisième trimestre de grossesse, une modification de la qualité biochimique des sécrétions cervicales et vaginales, si elle est due à l'apparition de fibronectine dans le mucus vaginal signe un risque fort d'accouchement prématuré (cette modification indique une lésion des membranes fœtales induisant une perte de fibronectine fœtale dans l'utérus et le vagin (Des taux élevés de fibronectine fœtale sont rares dans le liquide amniotique ou dans les sécrétions cervicovaginales des femmes qui vont accoucher normalement mais très fréquentes (93,8 % des patientes) chez les femmes présentant une rupture prématurée des membranes, ou fréquentes chez les femmes (50,4 % des patientes) qui ont des contractions utérines prématurées (avec membranes fœtales intactes). La présence de fibronectine est un moyen d'identifier un haut risque d'accouchement prématuré.

## Pathologies
Certaines maladies comme le diabète ou certains moments de la vie comme la grossesse, la lactation, la ménopause et le vieillissement peuvent inhiber la lubrification. Des agents actifs tels que les anticholinergiques et les sympathicomimétiques assèchent les muqueuses vaginales. Ceux-ci peuvent entrer dans la composition de médicaments pour les allergies, les maladies cardio-vasculaires ou psychiatriques. La contraception orale peut aussi faire varier la lubrification vaginale.
En plus, ou à la place de la microflore vaginale naturelle, divers pathogènes (bactéries dont anaérobies telles que Gardnerella vaginalis, champignons ou parasites tels que Trichomonas vaginalis) peuvent se développer dans le mucus vaginal, notamment après destruction de la flore naturelle par des antibiotiques.
Des pertes vaginales responsables de prurit (irritations associées à des démangeaisons), des sensations de brûlure, ou des pertes de couleur jaunâtres ou verdâtres ou malodorantes sont anormales ; elles doivent inviter à consulter un médecin, car une infection causée par une blessure, un corps étranger (ex. tampons) ou certaines maladies sexuellement transmissibles peuvent être en cause. Si elles ne sont pas rapidement soignées, de telles infections peuvent gagner l'utérus et les trompes et être source d'infertilité voire de cancer.
Dans le cas d'affections contagieuses ou sexuellement transmissibles, le partenaire doit aussi être traité, sinon une réinfection est possible.
En gynécologie, on parle principalement de : 
- leucorrhée (étymologiquement : « sécrétion blanche »), pour désigner tout écoulement non-sanglant issu de l'appareil génital féminin qu'il soit pathologique (signe de vaginite) ou au contraire normal et simplement physiologique (sécrétion de glaire cervicale et évacuation de cellules issues d'une desquamation vaginale naturelle) ;
- métrorragie, pour désigner des écoulements sanguinolents, qui peuvent également être pathologiques ou physiologiques.

Certains médicaments ou dérèglements hormonaux peuvent induire des pertes anormalement abondantes ou odorantes, ou au contraire causer une sécheresse vaginale (dans ce cas, des gels lubrifiants peuvent alors faciliter les rapports sexuels ; ils doivent être à base d'eau s'ils sont associés à l'utilisation de préservatifs).

## Pratiques particulières

### Assèchement
Dans certaines régions du monde, les sécrétions vaginales sont considérées comme sales. La pratique de l'assèchement vaginal avant un rapport sexuel est présente en Afrique australe. Les principaux motifs sont une certaine perception de l'hygiène, et la volonté de rendre le vagin sec et resserré, ce qui est censé augmenter le plaisir de l'homme, mais rend le rapport très douloureux pour la femme.
Cette pratique augmente les risques de transmission des infections sexuellement transmissibles comme le VIH pour les deux partenaires en raison de lacérations de la paroi vaginale provoquées par le rapport sexuel non lubrifié,.

## Dans la littérature
Le terme « cyprine », d'usage familier et étendu à l'usage courant, mais non scientifique, est employé en 1833 par Alfred de Musset dans sa nouvelle érotique Gamiani ou deux nuits d'excès . Il désigne au sens strict la lubrification vaginale associée à la montée d'excitation, et est toujours à distinguer de l'éjaculat féminin. Il est à nouveau mentionné en 1899 dans le sonnet Le Vaisseau d'or du poète québécois Émile Nelligan. Il apparaît dans le roman Le Corps lesbien de la romancière et théoricienne féministe française Monique Wittig (« Une agitation trouble l'écoulement de la cyprine eau fluide transparente »).
L'expression « Sécrétion vaginale » est citée en 1985 dans un dictionnaire érotique.
Dans les années 1990, il fait son entrée dans Le Petit Robert où il désigne une « Sécrétion vaginale, signe physique du désir sexuel », et est depuis abondamment repris dans la littérature érotique et pornographique.